# 1931 Čapek
1931 Čapek este un asteroid din centura principală, descoperit pe 22 august 1969, de Luboš Kohoutek.